# Джим Макілвен
Джеймс Майкл Макілвен (англ. James Michael McIlvaine, нар. 30 липня 1972, Расін, Вісконсин, США) — американський професіональний баскетболіст, що грав на позиції центрового за декілька команд НБА. Після завершення кар'єри — радіокоментатор матчів Маркетт.

## Ігрова кар'єра
На університетському рівні грав за команду Маркетт (1990–1994), де став рекордсменом закладу з 399 заблокованими кидками суперників. 
1994 року був обраний у другому раунді драфту НБА під загальним 32-м номером командою «Вашингтон Буллетс». Захищав кольори команди з Вашингтона протягом наступних 2 сезонів. Більшість часу підмінював основного центрового команди Георге Мурешана.
З 1996 по 1998 рік також грав у складі «Сіетл Суперсонікс».
Останньою ж командою в кар'єрі гравця стала «Нью-Джерсі Нетс», до складу якої він приєднався 1998 року в обмін на Дона Маклейна та Майкла Кейджа.